# یژورا ویلکیه
یژورا ویلکیه (به لاتین: Jeziora Wielkie) یک روستا در لهستان است که در گمینا یژورا ویلکیه واقع شده‌است. یژورا ویلکیه ۵۶۰ نفر جمعیت دارد.